# Алачино
Алачино — село в Ковровском районе Владимирской области России, входит в состав Новосельского сельского поселения.

## География
Село расположено в 10 км на юго-запад от центра поселения посёлка Новый, в 21 км на юго-запад от райцентра города Ковров и в 4 км от федеральной автодороги М7 «Волга».

## История
Село Алачино известно с первой половины XVI века, в 1543 году оно упоминается как «село Лачино». А самое первое упоминание о церкви села Алачина имеется в окладных книгах патриаршего казённого приказа. Это была деревянная церковь с главным престолом в честь святителя и чудотворца Николая с Георгиевским приделом. При церкви имелась колокольня. В 1653 году приход Никольской церкви села Алачино состоял из «2 дв. поповых, да в приходе помещиковых 6 дв., дв. монастырской, крестьянских 60 дв., бобыльских 17 дв., пашни церковные пахотные середине земли 4 чети в поле, а в дву по тому ж, сена 10 копен». В самом начале 1688 года владелец князь Семён Иванович Друцкий, в чьей вотчине было Алачино, обратился к царям Иоанну Алексеевичу и Петру Алексеевичу с челобитной о разрешении строительства новой церкви вместо прежней обветшавшей. Более чем через год, 9 ноября 1689 года, боярин князь Иван Борисович Троекуров по царскому указу утвердил передачу земли С.И. Друцкого церкви. Новая Никольская церковь оставалась деревянной вплоть до 1800-х годов. В начале XIX века на средства помещика отставного подпоручика Гавриила Михайловича Бабкина был выстроен новый каменный храм взамен старому деревянному. 19 сентября 1810 года благочинный отец Александр Михайлович Широкогоров освятил каменную церковь села Алачино. Главный престол храма остался прежним – в честь святителя и чудотворца Николая, придельный храм освятили в честь Владимирской иконы Божией Матери. 
В конце XIX — начале XX века село входило в состав Бельковской волости Ковровского уезда. 
5 марта 1940 года решением Ивановского облисполкома Никольская церковь была закрыта, а в 1941 году – «ликвидирована». Колокола с церкви сбросили, разворотили иконостас. Церковная ограда и сторожка были разобраны. 5 сентября 1960 года Владимирский облисполком признал Никольскую церковь памятником архитектуры. 
В годы Советской Власти и вплоть до 2005 года деревня входила в состав Новосельского сельсовета (с 1998 года — сельского округа).

## Население
| 1859 | 1905 | 1926 |
| ---- | ---- | ---- |
| 151  | 241  | 266  |

| 1859 | 1905 | 1926 | 2002 | 2010 | 2021 |
| ---- | ---- | ---- | ---- | ---- | ---- |
| 151  | ↗241 | ↗266 | ↘4   | ↗7   | ↗23  |

## Достопримечательности
В деревне находится действующая Церковь Николая Чудотворца (1808-1810).